# Хто в домі тато
«Хто в домі тато» (англ. Daddy's Home, дослівно «Тато вдома») — американська кінокомедія режисера і сценариста Шона Андерса, що вийшла 2015 року. У головних ролях Вілл Феррелл, Марк Волберг, Лінда Карделліні.
Уперше фільм продемонстрували 9 грудня 2015 року у Великій Британії. В Україні у широкому кінопрокаті показ фільму має розпочатися 7 січня 2016 року.

## Сюжет
Бред Вітакер намагається зробити все, щоб бути хорошим батьком для дітей своєї дружини Сари. Ділан розказує, що з нього знущаються, а Меґан хоче, щоб Бред танцював з нею на танцях батьків і доньок у її школі. Проте ця сімейна ідилія закінчується тоді, коли повертається Дасті, біологічний батько Меґан і Ділана. Відтак крутий чувак на мотоциклі з купою гострих історій бореться з вітчимом-тюхтієм за увагу і любов дітей.

## Творці фільму

### У ролях
| Актор               | Роль                                                                        |
| ------------------- | --------------------------------------------------------------------------- |
| Вілл Феррелл        | Бред Вітакер, виконавчий директор на радіо, прийомний батько Меґан і Ділана |
| Марк Волберг        | Дасті Майрон, біологічний батько Меґан і Ділана                             |
| Лінда Карделліні    | Сара Вітакер, теперішня дружина Бреда і колишня Дасті                       |
| Скарлетт Естевес    | Меґан Майрон, донька Сари і Дасті                                           |
| Овен Ваккаро        | Ділан Майрон, син Сари і Дасті                                              |
| Ганнібал Буресс     | Ґріфф, друг Дасті                                                           |
| Томас Гейден Черч   | Лео                                                                         |
| Боббі Каннавале     | доктор Еміліо Франциско                                                     |
| Білл Барр           | Джеррі                                                                      |
| Алессандра Амброзіо | Карен                                                                       |
| Джон Сіна           | Роджер                                                                      |

### Знімальна група
- Кінорежисер — Шон Андерс
- Сценаристи — Шон Андерс, Браян Барнс і Джон Морріс
- Кінопродюсери — Вілл Феррелл, Кріс Генчі, Адам Маккей і Джон Морріс
- Виконовчі продюсери — Шон Андерс, Різа Азіз, Джессіка Ельбаум, Девід Коплен, Джої МакФарленд, Кевін Дж. Мессик і Діана Покорни
- Композитор: Майкл Ендрюс
- Кінооператор — Хуліо Макат
- Кіномонтаж: Ерік Кісек і Бред Вілгайт
- Художник-постановник: Клейтон Гартлі
- Артдиректор: Елліотт Ґлік
- Художник по костюмах — Керол Ремсі[10].

## Сприйняття

### Оцінки
Фільм отримав загалом змішані відгуки: Rotten Tomatoes дав оцінку 30 % на основі 89 відгуків від критиків (середня оцінка 4,9/10) і 58 % від глядачів зі середньою оцінкою 3,5/5 (30 573 голоси). Загалом на сайті фільми має поганий рейтинг, фільму зарахований «гнилий помідор» від кінокритиків і «розсипаний попкорн» від глядачів, Internet Movie Database — 6,5/10 (12 069 голосів), Metacritic — 42/100 (30 відгуків критиків) і 6,8/10 від глядачів (65 голосів). Загалом на цьому ресурсі від критиків фільм отримав змішані відгуки, а від глядачів — схвальні.

### Касові збори
Під час показу в Україні, що розпочався 7 січня 2016 року, протягом першого тижня на фільм було продано 97 906 квитків, фільм показали у 147 кінотеатрах і він зібрав 6 121 312 ₴, або ж 262 155 $, що на той час дозволило йому зайняти 2 місце серед усіх прем'єр.
Під час показу у США, що розпочався 25 грудня 2015 року, протягом першого тижня фільм показали у 3 271 кінотеатрі і він зібрав 38 740 203 $, що на той час дозволило йому зайняти 2 місце серед усіх прем'єр. Станом на 24 січня 2016 року показ фільму триває 31 день (4,4 тижня) і зібрав за цей час у прокаті у США 138 451 113 долар США, а у решті світу 59 300 000 $, тобто загалом 197 751 113 доларів США при бюджеті 50 млн доларів США.

### Виноски
1. ↑  Production Designer // Clayton Hartley - IMDb
2. 1 2  Daddy's Home: Release Info (англ.). Internet Movie Database. Архів оригіналу за 8 січня 2016. Процитовано 2 січня 2016.
3. 1 2  Хто в домі тато. Kino-teatr.ua. Архів оригіналу за 13 січня 2016. Процитовано 2 січня 2016.
4. 1 2  Anthony D'Alessandro (21 грудня 2015). ‘Force Awakens’ Will Own Christmas Weekend As Five Wide Releases Join The Fray – Box Office Preview (англ.). Deadline. Архів оригіналу за 1 січня 2016. Процитовано 2 січня 2016.
5. 1 2 3 4  Daddy's Home (англ.). Box Office Mojo. Архів оригіналу за 5 березня 2016. Процитовано 26 січня 2016.
6. 1 2 3 4  Daddy’s Home (2015) (англ.). The Numbers. Архів оригіналу за 31 січня 2016. Процитовано 26 січня 2016.
7. 1 2  Daddy's Home (англ.). Internet Movie Database. Архів оригіналу за 20 серпня 2018. Процитовано 26 січня 2016.
8. ↑  Daddy's Home (2015) (англ.). AllMovie. Архів оригіналу за 4 січня 2016. Процитовано 2 січня 2016.
9. ↑  Юлія Купріна (8 січня 2016). Прем'єри тижня: «Легенда Гʼю Гласса», «Хто в домі тато» і «45 років». Forbes.ua. Архів оригіналу за 9 січня 2016. Процитовано 9 січня 2016.
10. ↑  Daddy's Home: Full Cast & Crew (англ.). Internet Movie Database. Архів оригіналу за 7 грудня 2015. Процитовано 2 січня 2016.
11. ↑  Daddy's Home (англ.). Rotten Tomatoes. Архів оригіналу за 28 листопада 2017. Процитовано 26 січня 2016.
12. ↑  Daddy's Home (англ.). Metacritic. Архів оригіналу за 17 січня 2018. Процитовано 26 січня 2016.
13. 1 2 3  Бокс-Офіс 1: Приємні помилки. Kino-teatr.ua. Архів оригіналу за 24 лютого 2016. Процитовано 13 січня 2016.
14. 1 2  Daddy's Home — Ukraine Weekend Box Office (англ.). Box Office Mojo. Архів оригіналу за 17 серпня 2016. Процитовано 13 січня 2016.